# Ancistrus minutus
Ancistrus minutus is een straalvinnige vissensoort uit de familie van de harnasmeervallen (Loricariidae). De wetenschappelijke naam van de soort is voor het eerst geldig gepubliceerd in 2001 door Fisch-Muller, Mazzoni & Weber.